# Joseph Debs
Pour les articles homonymes, voir Debs.
Joseph Debs (né le 8 octobre 1833 à Raschiva, Liban - mort le 4 octobre 1907 à Beyrouth, Liban) était un archéparque de l'archéparchie catholique maronite de Beyrouth.

## Biographie
Joseph Debs fut nommé et consacré le 11 février 1872 archéparque de Beyrouth par le patriarche maronite d'Antioche, Boulos Boutros Mass’ad (Massaad). Il meurt Le 7 octobre 1907 à Beyrouth, à l'âge de 73 ans.